# 蒂耶河畔马尼
蒂耶河畔马尼（法語：Magny-sur-Tille，法語發音：[maɲi syʁ tij]）是法国科多尔省的一个市镇，位于第戎市区的正东方向，属于第戎区和第戎都市圈。

## 地理
蒂耶河畔马尼（47°16'34"N, 5°10'22"E）面积10.56 平方千米，位于法国勃艮第-弗朗什-孔泰大區科多尔省，该省份为法国中东部省份，北起奥布省，西接涅夫勒省和约讷省，南至索恩-卢瓦尔省，东南接汝拉省，东临上索恩省，东北部与上马恩省接壤。
与蒂耶河畔马尼接壤的市镇（或旧市镇、城区）包括：蒂耶河畔布雷塞、瓦朗日、舍维尼圣索沃尔、福韦尔内、让利斯、伊济耶。

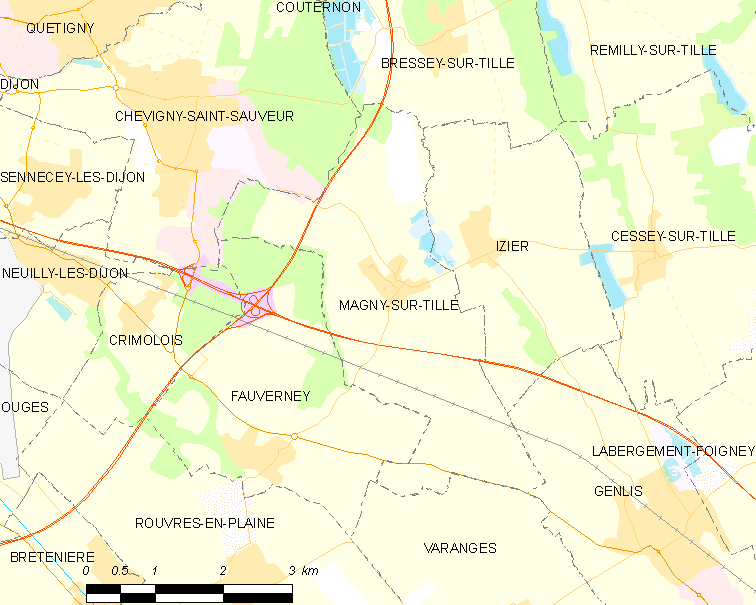
蒂耶河畔马尼的OSM定位图

蒂耶河畔马尼的时区为UTC+01:00、UTC+02:00（夏令时）。

## 行政
蒂耶河畔马尼的邮政编码为21110，INSEE市镇编码为21370。

## 政治
蒂耶河畔马尼所属的省级选区为舍维尼圣索沃尔县。

## 人口

1962-2008年间蒂耶河畔马尼人口变化图示

蒂耶河畔马尼于2022年1月1日时的人口数量为872人。